# Armuña
Armuña é um município da Espanha na província de Segóvia, comunidade autónoma de Castela e Leão, de área 45,72 km² com população de 250 habitantes (2007) e densidade populacional de 5,47 hab./km².

## Demografia
| Variação demográfica do município entre 1991 e 2004 | Variação demográfica do município entre 1991 e 2004 | Variação demográfica do município entre 1991 e 2004 | Variação demográfica do município entre 1991 e 2004 |
| --------------------------------------------------- | --------------------------------------------------- | --------------------------------------------------- | --------------------------------------------------- |
| 1991                                                | 1996                                                | 2001                                                | 2004                                                |
| 326                                                 | 281                                                 | 257                                                 | 247                                                 |